# Al Husn
Al Husun (arabă  الحصن, de asemenea romanizat ca Al Husn, Hisn și Husn), este un oraș în nordul Iordaniei, situat la 65 km (40 mi) la nord de Amman, și aproximativ 7 km (4 mi) la sud de Irbid. Are o populație de 35.085 de locuitori. Regiunea are sol fertil care, împreună cu climatul moderat, permite cultivarea de culturi de înaltă calitate. Al Husn era cunoscut pentru vinuri; acum, principalele sale produse sunt grâul și ulei de măsline. Al Husn este înregistrat în documentele guvernului iordanian cu ortografia „Al Husun” și este centrul administrativ al districtului Bani Obaid.

## Istorie

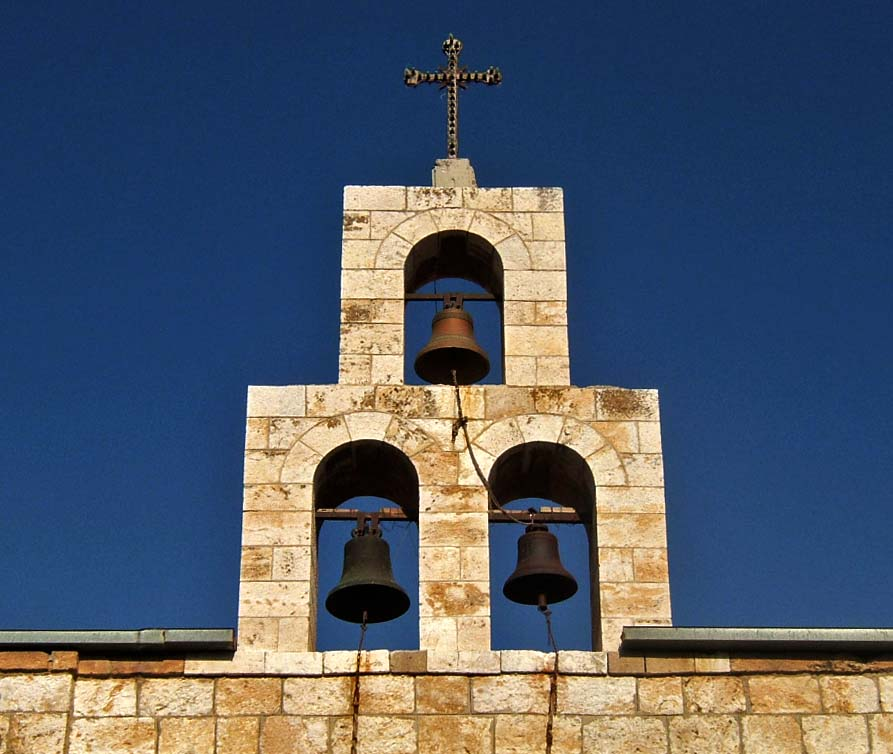
Biserica Ortodoxă Al Husun

Al Husn este unul dintre locurile posibile ale orașului Dion, oraș datând de când  Romanii au ocupat nordul Iordaniei și regiunea. Orașele Decapolis (o federație greco-romană cu zece orașe, sau o ligă, creată sub Pompei în jurul anilor 64-63 î.Hr.). Potrivit lui Pliniu cel Bătrân, (23-79), orașele includeau: Scythopolis (Bet She'an), Hippos (Susieh), Gadara (umm Qais), Pella (Tabaqat Fahl), Philadelphia (Ammman), Gerasa (Jerash), Dion, Kanatha (Kanawat), Damasc și Raphana (Abila).
Al Husn are una dintre cele mai vechi Biserici ortodoxe din Iordania. A fost inițial construită în secolul al II-lea, dar a fost distrusă în 1680 de Armata otomană. O biserică a fost reconstruită mai târziu în 1886 de către creștinii locali. În mod tradițional, Al Husn a fost casă, pentru o comunitate creștină relativ mare, de rit melchit. Al Husn, împreună cu Fuhais, include încă un procent ridicat de creștini.

## Obiective turistice
Al Husn este notabil pentru epoca sa romană  dealul de coastă, situat în partea de nord a orașului, denumit de localnici "Al-Taal". Taal a fost proprietatea familiei Nusairat; mai târziu a fost preluată de guvernul iordanian. Legenda locală spune că există "ruine de castel" sau o  Biserica bizantină în interiorul tell-ului care a dat numele orașului; "Husn" înseamnă "castel" în arabă. Dealul are o înălțime de aproximativ 200 de metri și un diametru de 800 de metri.
Alt obiectiv turistic este Piscina Romană.